# Фёлькер, Карл
Карл Фёлькер (нем. Karl Adolf Völker) (17 октября 1889 года - † 28 декабря 1962 года) — немецкий художник, скульптор и архитектор. В молодости стал церковным живописцем, затем всю жизнь периодически занимался росписью церквей. После Ноябрьской революции вошёл в число художников немецкого авангарда. Яркий представитель немецкого экспрессионизма, конструктивизма и новой вещественности. Автор цветовых решений ратуши Магдебурга (1922, по заказу Бруно Таута) и самого первого поселения Нового строительства Итальянский Сад (1924-1925) архитектора Отто Хеслера, с которым в дальнейшем постоянно сотрудничал и благодаря которому сам овладел ремеслом архитектора.

## Начало жизни и первые годы творчества
1889 г. - родился 17 октября в Гибихенштайне неподалеку от Галле в семье церковного художника. 1904-1910 гг. - обучение живописи в мастерской у своего отца и в ремесленной школе Галле. 1910-1913 гг. - работа в Лейпциге и учёба в Школе прикладного искусства в Дрездене в мастерской живописи профессора Рихарда Гура. В это же время там проходили обучение Отто Дикс и Вильгельм Лахнит. В 1914 г. получил свой первый муниципальный заказ на роспись купола в часовне Гертрауденфридхоф в Галле.

## Ноябрьская революция
Ноябрьскую революцию 1918 г. встретил с большим энтузиазмом: в январе 1919 г., сразу после создания в Берлине Ноябрьской группы им, вместе с художниками Галле, была организована Художественная группа Галле (Hallische Künstlergruppe), «пять художников, которые верили в новую эру и новую Германию». Вся Художественная группа Галле вступила в Ноябрьскую группу, куда также вошли Иоганнес Иттен, Василий Кандинский, Эль Лисицкий, Эрих Мендельсон, Ласло Мохой-Надь и Людвиг Мис ван дер Роэ. В этот период его творчество можно причислить к лучшим образцам экспрессионизма (Перелом (нем. Umbruch, 1918); Пьета (нем. Pietà, 1918); Цикл рисунков «Судьба» (нем. Zyklus Schicksale, 1919)). В 1921 году Фёлькер своими фресками расписывает редакционный зал коммунистической газеты «Классовая борьба» (нем. Klassenkampf), а в 1922 году заканчивает экспрессионистскую роспись деревенской церкви в Шмирме (сегодня относится к городу Мюхельн) - этот заказ он получил благодаря Хранителю истории и искусств провинции (нем. Provinzialkonservator) Максу Оле, который убедил пастора «не ограничивать художника слишком точными правилами, с которыми он не сможет справиться художественно». Живопись и графика Карла Фёлькера, вместе с картинами других революционных немецких художников, были показаны на 1-й Всеобщей Германской художественной выставке в России 1924 года. Благодаря инициативе Художественной группы Галле и других художественных объединений города, ещё в 1920 году было начато цветовое оформление центральной городской площади Рынок (нем. Markt), которое Фёлькер проводил вместе с городским советником Вильгельмом Йостом. Уровень его исполнения побудил Макса Оле в 1921 году рекомендовать Карла Фёлькера Бруно Тауту, когда тот стал городским советником и задумал раскрасить город, как исполнителя этой работы в Магдебурге.

## Ратуша в Магдебурге и Итальянский сад

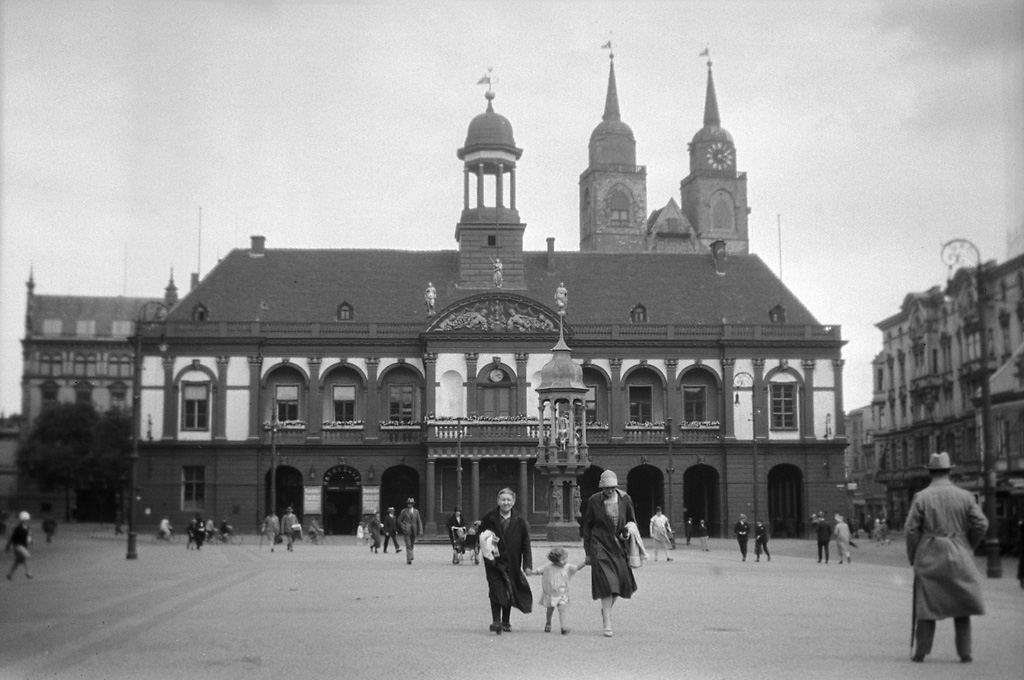
Ратуша (черно-белое фото 1927 г.)

В 1922 году Фёлькер выполнил цветовую роспись ратуши Магдебурга. Использовалось три цвета: тёмно-красный (основной), белый (вокруг окон) и золотистый (статуи и фронтон). Когда летом 1922 года в Магдебург на Центрально-германскую выставку по поселениям, социальному обеспечению и труду (MIAMA), приехал архитектор Отто Хеслер из Целле, он встретился с тогдашним городским строительным советником (нем. Stadtbaurat) Магдебурга Бруно Таутом, который рассказал о планах цветового преобразования города и о своём понимании роли цвета в архитектуре. Таут ещё до Первой мировой войны построил многоцветный город-сад Фалькенберг, но его здания имели примерно такое же отношение к новой архитектуре, как и все предыдущие постройки Хеслера. Таут ещё в 1919 году опубликовал «Призыв к цветному строительству»  и всюду его пропагандировал. Хеслер сперва отнёсся к идеям Таута скептически, но, когда тот показал ему примеры цветового оформления, обнаружил в них то, что произвело на него исключительное впечатление.
Вот как сам Отто Хеслер вспоминал об этом впоследствии: «Я посетил Бруно Таута и принял над собой его попечительство. Меня мало заинтересовало разрушение цвета, но в цветовом решении магдебургской ратуши я увидел необычайное достижение. Мне стало ясно, что его создатель, будь он художником или архитектором, должен определенно обладать прекрасным чувством сущности архитектуры в целом, а также её деталей, чтобы достичь такого общего эффекта. От Таута я узнал, что художник Карл Фёлькер из Галле спроектировал ратушу в соответствии со своими собственными замыслами. Несколько недель спустя я пригласил Фёлькера в Целле и дал ему заказ на цветовое решение поселения «Итальянский сад».

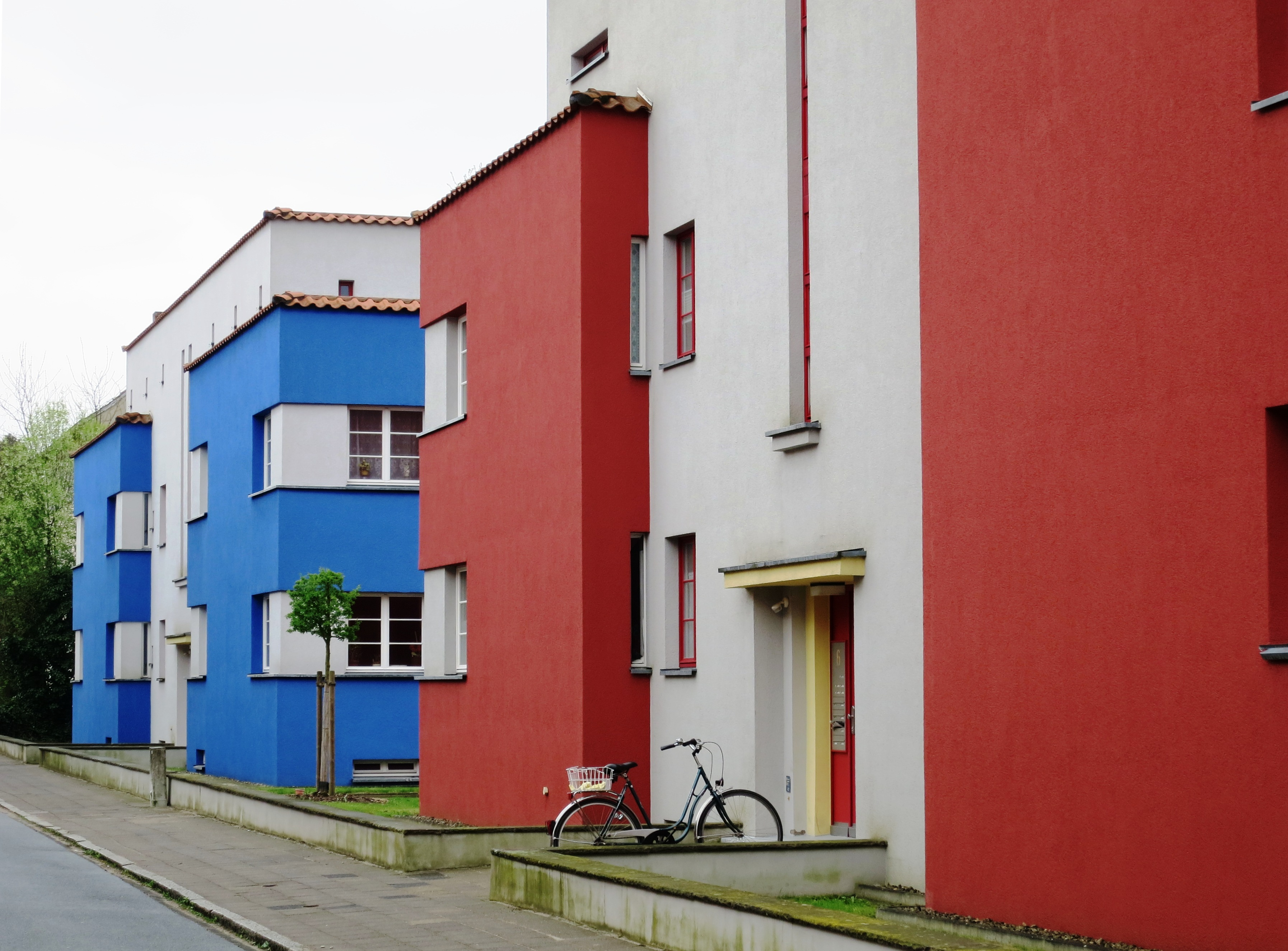
Поселение Итальянский Сад (1923-1925)

Так они познакомились в 1922 году. Тогда ещё не существовало заказчика поселения, кооператива «Народная помощь» (он будет зарегистрирован в 1923 году) и потому поселение «Итальянский сад» могло быть у Отто Хеслера только в его замыслах. Живопись Карла Фёлькнера, появившаяся после их знакомства, не утратив своей выразительности, постепенно приобрела строгий и геометрический характер, став несомненным явлением немецкого конструктивизма. Это картины «Хорст» (1922); Бетон (Завод на линии железной дороги) (нем. Beton (Fabrik an einer Bahnstrecke), 1924), «Рабочий обеденный перерыв» (Arbeitermittagspause, 1924); «Индустриальная картина» (нем. Industriebild, 1924); «Вокзал» (нем. Bahnhof, 1924/26); «Индустриальная картина» (Industriebild, 1925). Картины позволяют предположить, что Карл Фёлькер не только разрабатывал цветовое решение поселения, но и активно участвовал в обсуждениях при формировании его тогда предельно современного архитектурного образа. Каждый дом состоял из трёх кубических объёмов - одного, более высокого, центрального (2,5 этажа, с чердаком) и двух одинаковых боковых (2 этажа без чердака). При этом фасад центрального объёма имел отступ от фасадов боковых объёмов и это выглядело, как будто он был в них вставлен, а сверху выступал из них. Все 4-х квартирные дома были с квартирами двух размеров: 4-х комнатные квартиры, 85 кв. м. и 5-ти комнатные квартиры, 120 кв. м., соответственно, различался и размер самих домов. Карл Фёлькер опять выбрал три основных цвета: светло-серый (основной цвет всех центральных объёмов, а также проёмы вокруг окон и оконные рамы, а также балконы во всех боковых объёмах), красный (основной цвет боковых объёмов домов меньшего размера, оконные и дверные рамы во всех центральных объёмах) и синий (основной цвет боковых объёмов домов большего размера). Вспомогательный цвет - золотистый, им были окрашены поверхности вокруг входных дверей. После завершения строительства в 1925 г. успех поселения был безоговорочным. Отто Хеслер получил приглашение и вступил в самое авторитетное объединение архитекторов Немецкий Веркбунд, а в 1926 г., когда Хуго Херинг и Людвиг Мис ван дер Роэ организовали «Кольцо» (Der Ring), также получил приглашение и вступил в это объединение, и к нему, как член «Ноябрьской группы», присоединился Карл Фёлькер. Также в 1926 г., во время проходившего в Ганновере «Второго немецкого Дня цвета» (Zweite Deutsche Farbentag) была организована экскурсия в Целле для посещения поселения Итальянский Сад.

## Работа с Хеслером иНовая вещественность
Начавшееся в 1922 году сотрудничество с Отто Хеслером было продолжено в 1928 году переездом Фёлькера в Целле и началом постоянной работы в его архитектурной мастерской. С 1928 по 1932 год Карл Фёлькер - ближайший соратник Хеслера. Он на практике учится у него профессии архитектора и, если до этого он отвечал только за цветовое оформление его зданий, в это время он становится полноценным соавтором архитектурных решений.

Архитектурные проекты Отто Хеслера и Карла Фёлькера, 1929-1931
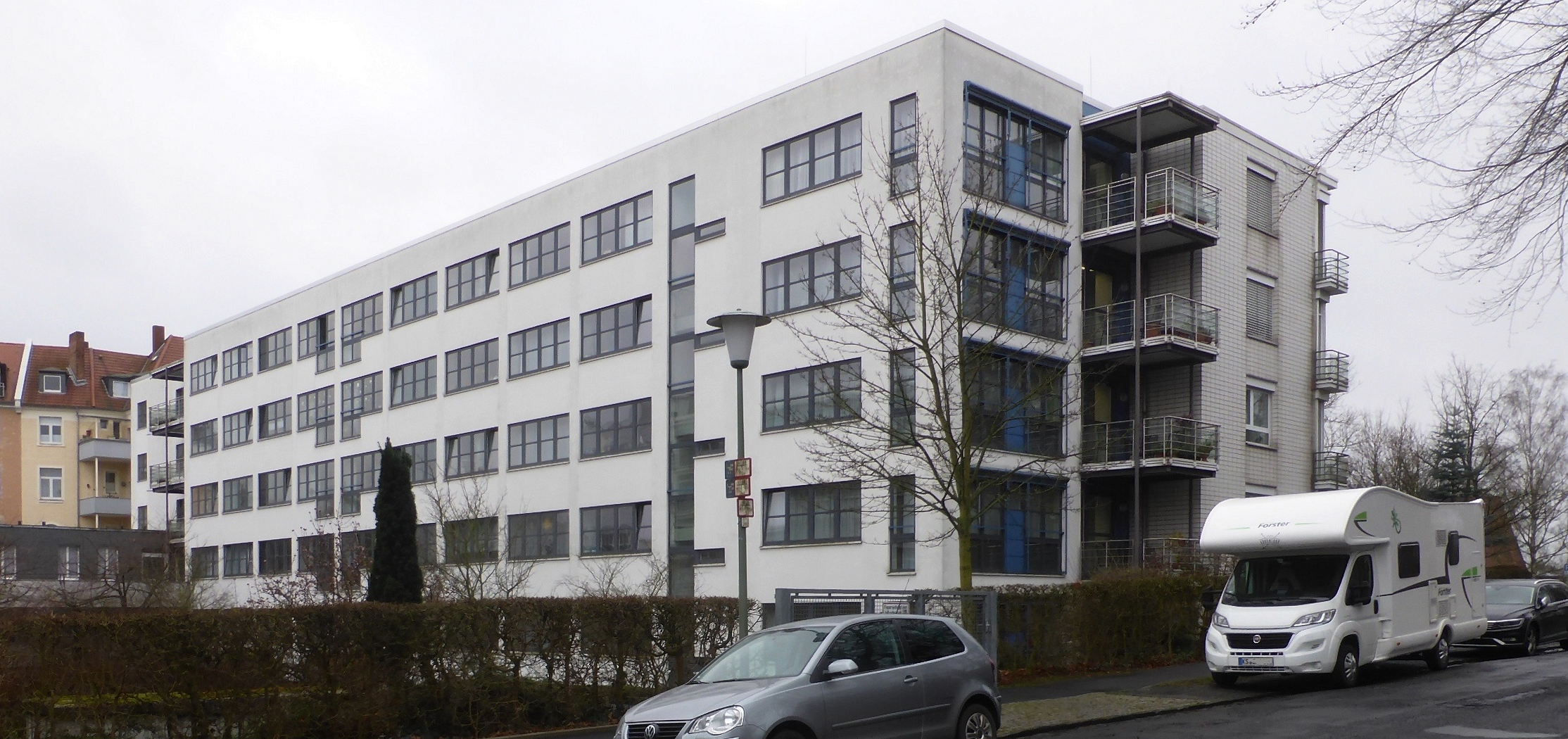
Дом престарелых Мари фон Бошан-Ашротт, Кассель
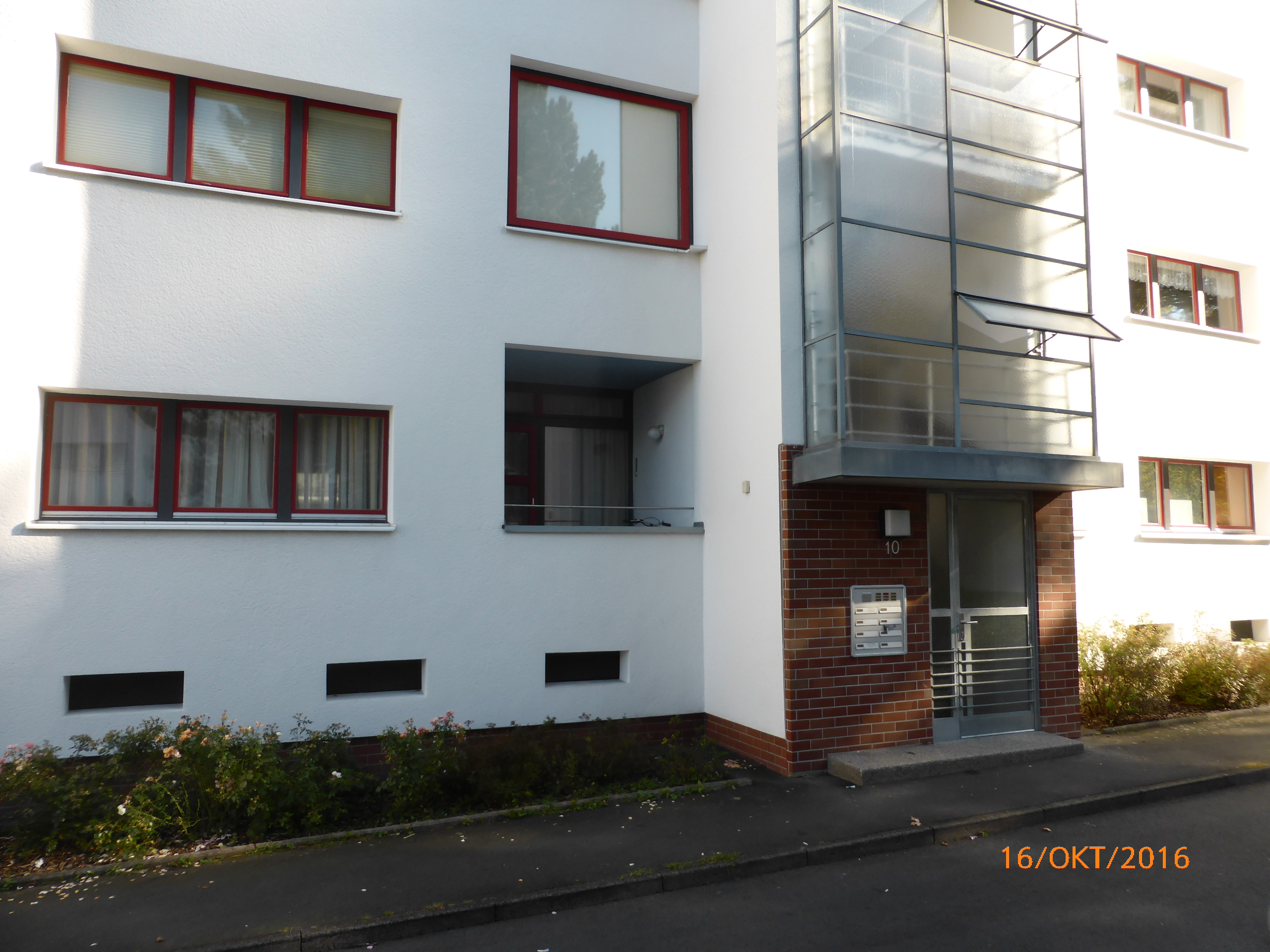
Поселение Ротенберг, Кассель
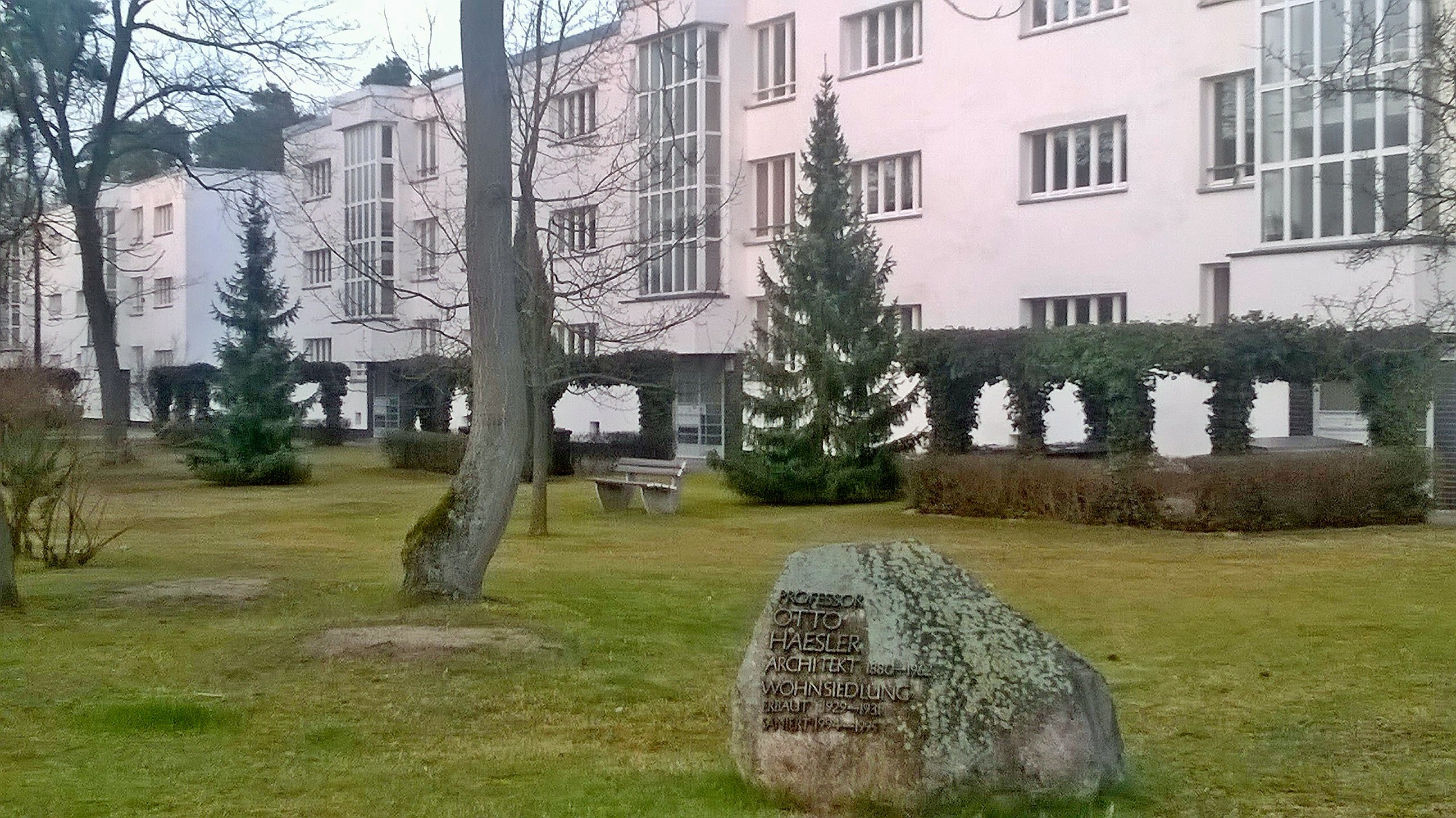
Поселение на Фридрих-Эберт-Ринг, Ратенов

К этому времени в его живописи на смену конструктивизму приходит новая вещественность, не такая беспощадно обличающая, как у Отто Дикса, а скорее чрезвычайно внимательная к людям во всех их проявлениях. Это его работы: Дама с собакой (Dame mit Hund, 1928), Терраса у моря (Terrasse am Meer, 1929), Большая улица (нем. Große Straße, 1929), Собрание Красного Креста в Целле (Rote-Kreuz-Versammlung in Celle, 1930), Кофейня (нем. Kaffeehaus, 1930), Пляжная вечеринка (Strandfest, 1931), Большое танцевальное кафе (Großes Tanzkaffee, 1931), В открытом бассейне в Целле (Im Freibad in Celle, 1931), Пивная палатка на ярмарке (Bierzelt auf dem Jahrmarkt, 1932). После отдыха на курорте в Швейцарии были созданы «Морские пейзажи» и портреты. Его натюрморты с жуткими масками отражают его ощущения перед неумолимо надвигавшимся нацизмом.

## Нацизм и уход в церковное искусство

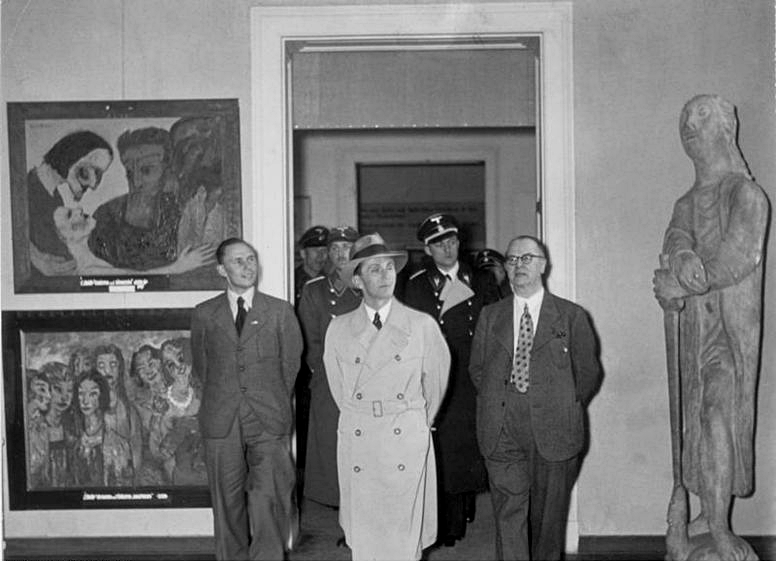
Йозеф Геббельс осматривает «дегенеративное искусство»

Во времена национал-социализма Карлу Фёлькеру пришлось бороться за своё существование. Его произведения периода Веймарской республики были названы «дегенеративным искусством», три его картины демонстрировались на соответствующей выставке и затем, видимо, были уничтожены. Вероятно, спасло его то, что с самого начала своей карьеры художника он был близко связан с церковным искусством, да и вообще был человеком глубоко верующим. Видимо по этой причине Хранитель истории и искусств (нем. Provinzialkonservator) провинции Галле, в то время Герман Гизау, позволил ему от имени общества сохранения памятников делать настенные храмовые росписи, реставрацию и цветное оформление интерьеров в деревенских церквях центральной Германии в течение всего периода с 1934 по 1943 год, в том числе в Альберштедте, Холлебене, Кельбре, Обертойчентале, Швенда, Звенкау и в замке Цайц.
В последний год войны Карла Фёлькера на шестом десятке лет призвали в так называемый «фольксштурм». От возникшей таким образом воинской повинности его вскоре освободила американская армия. Он впоследствии задокументировал свой опыт пребывания в американском плену в лагере Бад-Кройцнах в виде зарисовок и ряда гравюр на их основе.

## Послевоенное время вГДР
Освобождение Германии от нацизма Карл Фёлькер воспринял с энтузиазмом. Казалось, что вновь открылись перспективы реализации идей Ноябрьской революции. В 1945 году он вступил в СДПГ и вновь объединился с Хеслером, для чего переехал в Ратенов, который находился в советской зоне оккупации. К августу 1946 года Хеслером, Фёлькером и работавшим у них в Целле в конце 1920-х после Баухауса Германом Бунцелем, был разработан план реконструкции города в духе нового строительства, где были широкие (29 м) многополосные дороги и дома отклонялись от строчной застройки только самом центре города, в районе церкви. В 1950-1951 годах в Ратенове на площади Юности был построен комплекс трёхэтажных домов на 133 квартиры, похожий на их поселения конца 1920-х годов. Квартиры в этих домах, имея все необходимые удобства, на то время были самыми дешёвыми в ГДР. В 1950 году им была поручена реконструкция разрушенного в войну берлинского Цейхгауза с преобразованием его в Музей немецкой истории. Начиная с 1947 года, сперва в Институте гражданского строительства, а затем в Немецкой строительной академии они разрабатывали технологию жилищного строительства из двухслойных ребристых железобетонных плит, которая давала гибкость в архитектурных решениях и снижение стоимости жилья.
- Витражи церкви Святого Фомы (нем. Thomaskirche) в Эрфурте, 1956

Витражи церкви Святого Фомы (Thomaskirche) в Эрфурте, 1956
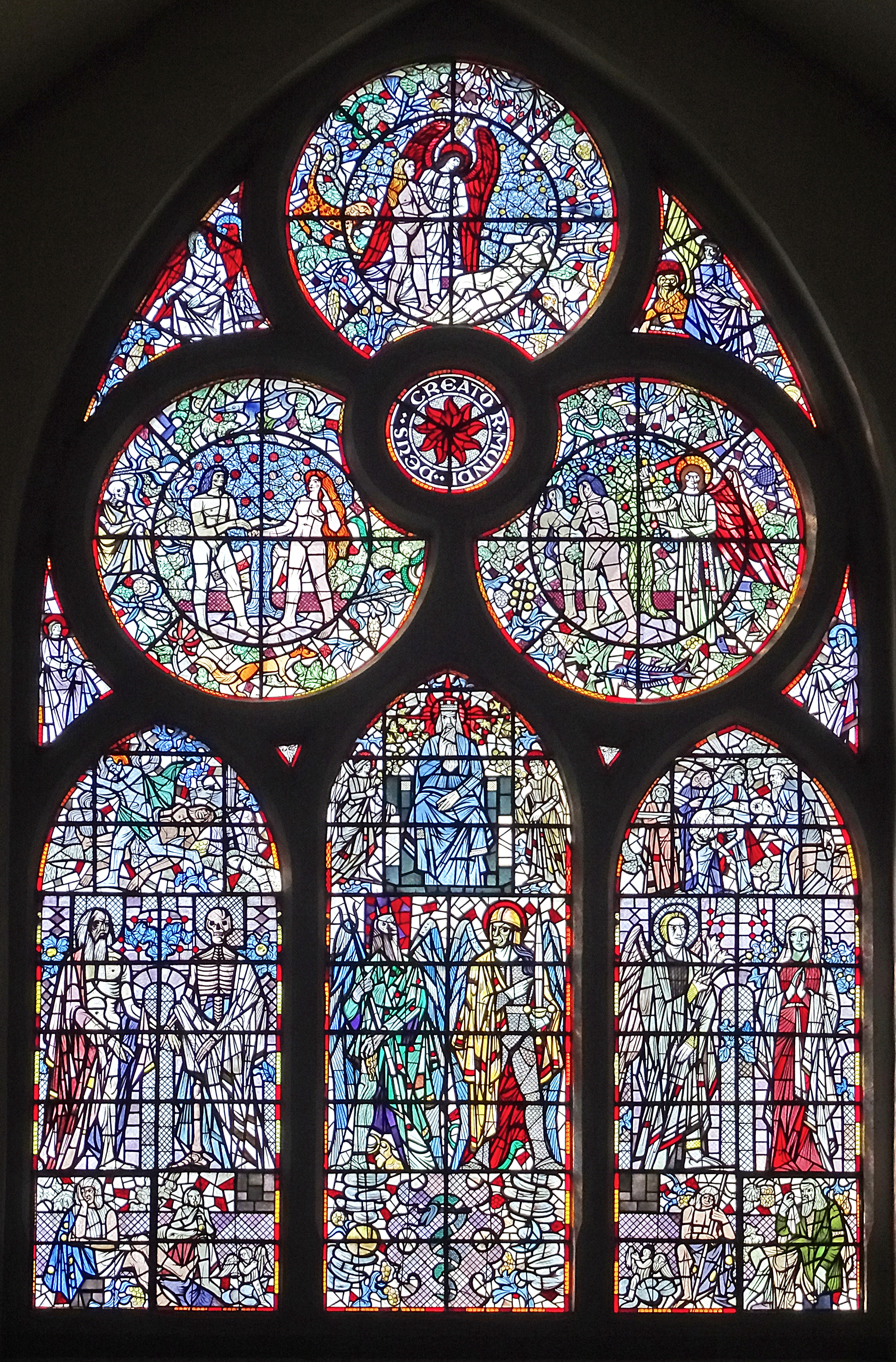
Большое Западное окно
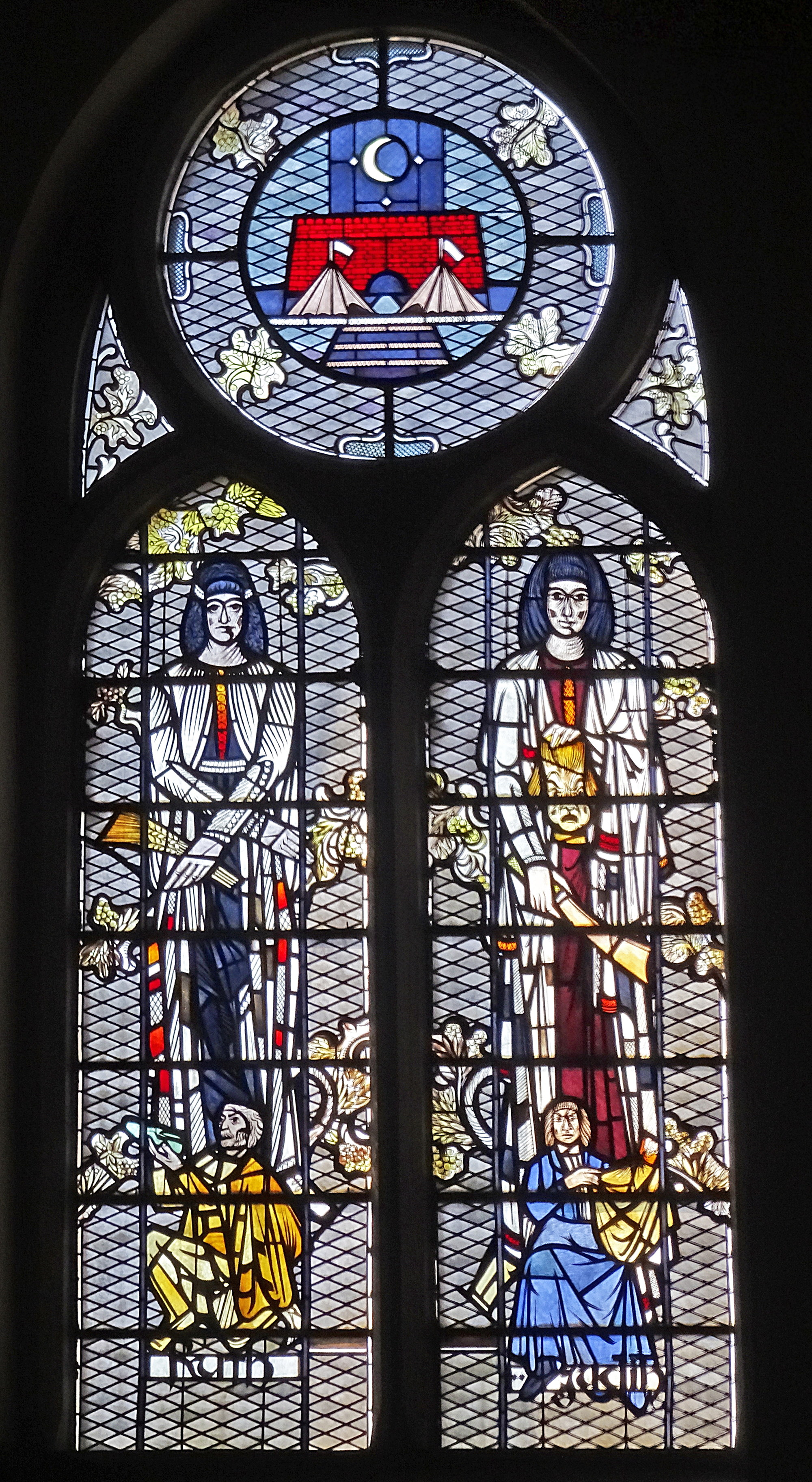
Руфь и Юдифь
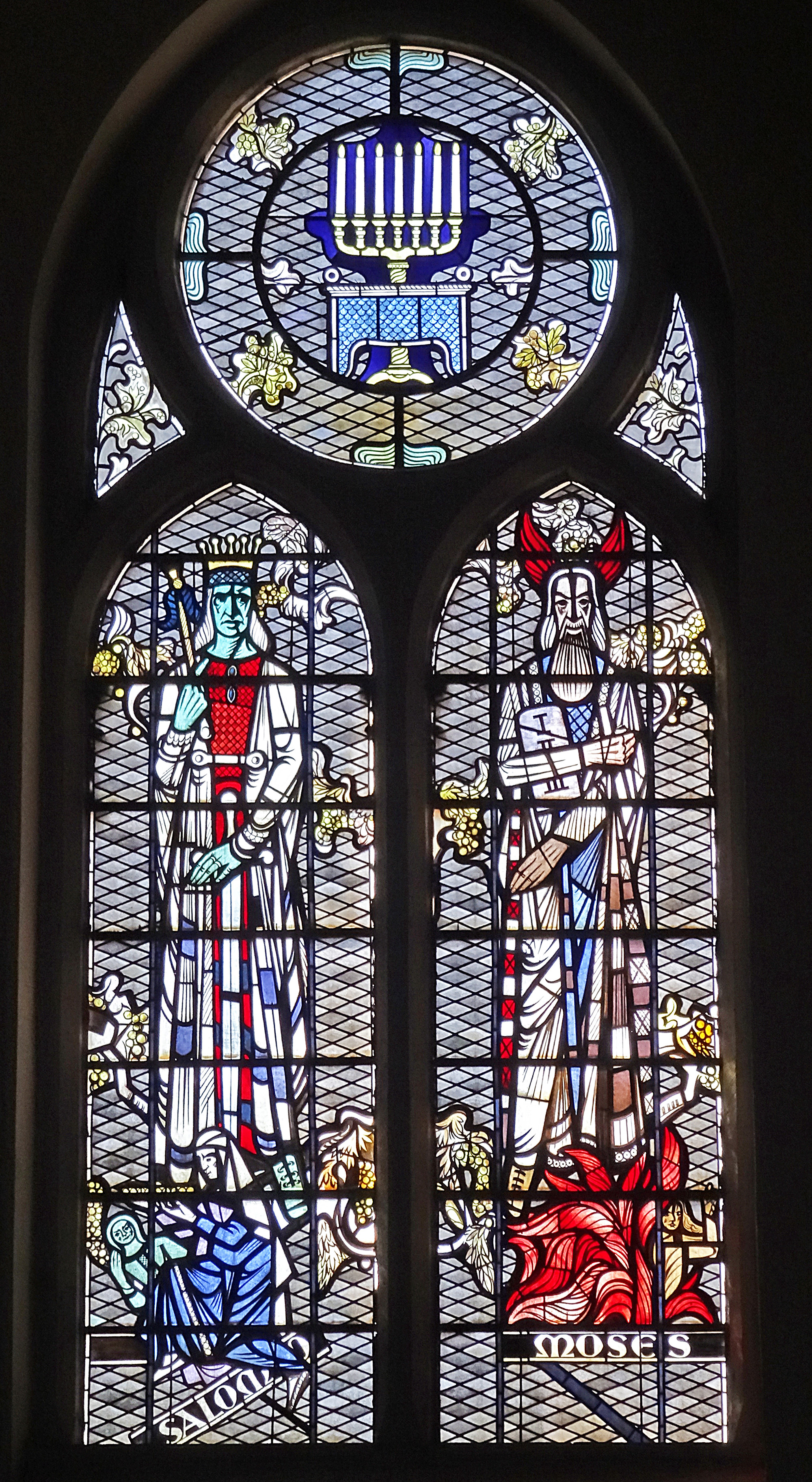
Саломея и Моисей
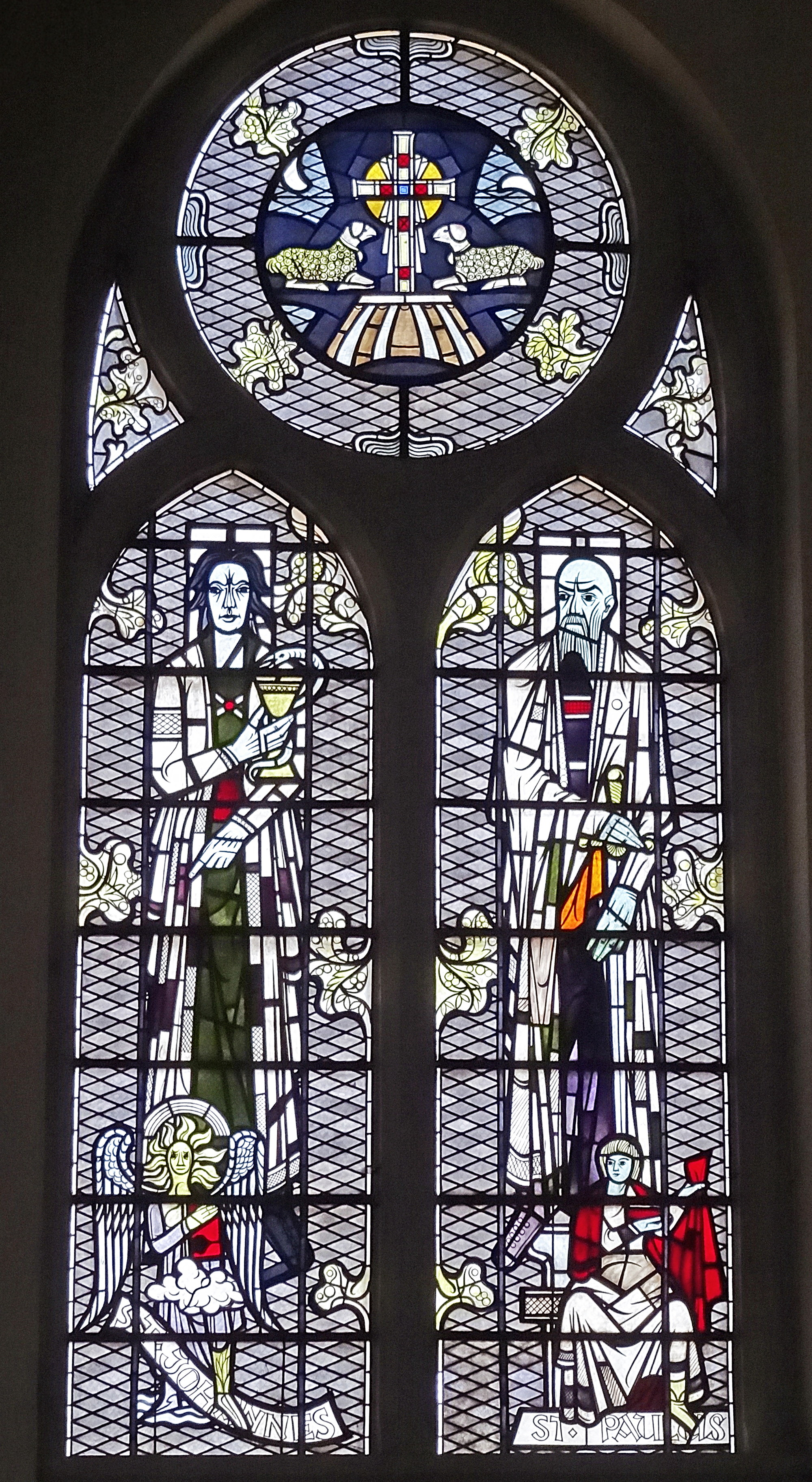
Иоанн и Павел
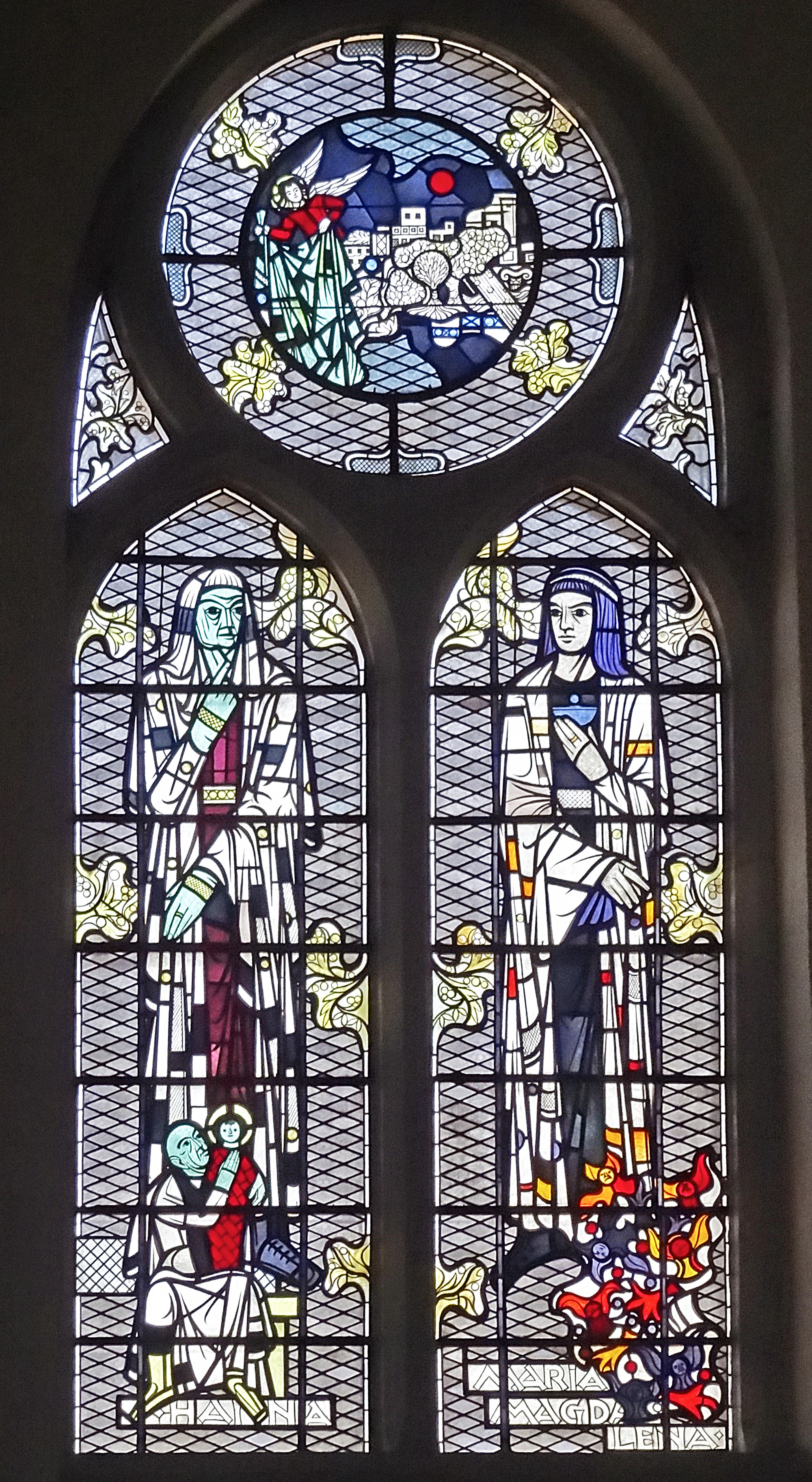
Анна и Мария Магдалина
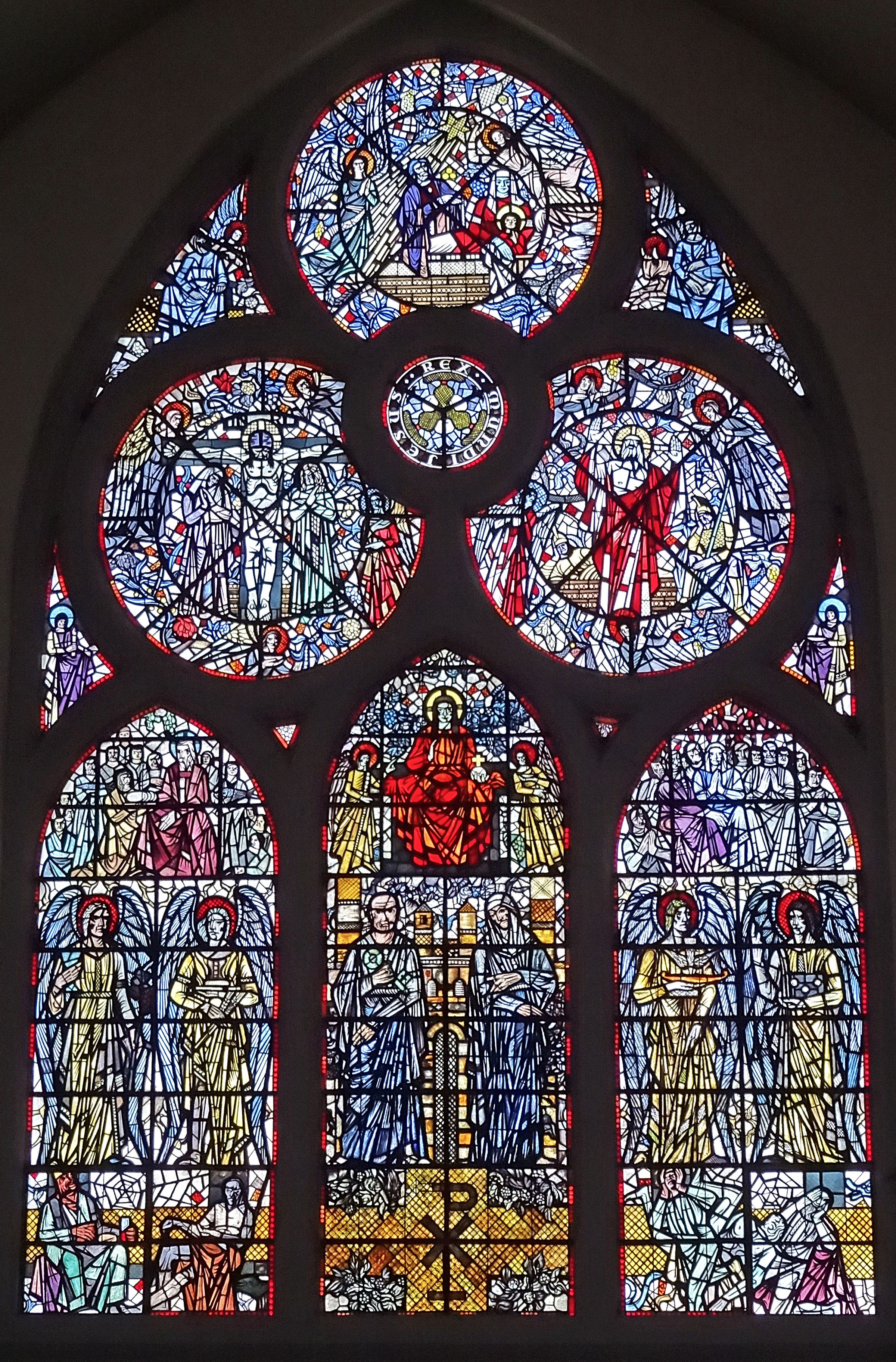
Большое Восточное окно

В 1949 году в Галле, в галерее Морицбург, прошла персональная выставка Карла Фёлькера по случаю его 60-летия. Однако в том же году, после образования ГДР в восточных землях Германии, по примеру СССР, началась борьба с формализмом, которая здесь получила название «дискуссия о формализме» (нем. Formalismusstreit), с целью утверждения в немецком искусстве социалистического реализма. Творчество Карла Фёлькера было очень сложно отнести к этому течению, поэтому постепенно и его картины в партийной прессе были подвергнуты остракизму. В 1952-1953 годах была прекращена государственная поддержка проектов, которыми он занимался вместе с Хеслером. Некоторым утешением стало проведение в 1953 году персональной выставки в Галле, в галерее Хеннинга. Однако, до полного окончания к 1958 году, в связи со смертью Сталина и хрущёвской оттепелью, борьбы с формализмом, Фёлькеру вновь пришлось вернуться к реставрации и церковному искусству: в 1953-1954 годах - реставрация театра Гёте, Бад-Лаухштадта и Курзала, в 1954-1957 годах - витражи для различных церквей и клиентов в Тюрингии, в 1956 году были закончены витражи церкви Святого Фомы в Эрфурте. Лишь в 1958-1960 годах он получил государственные заказы: на мозаику в здании Управления водного хозяйства в Галле, а также на декоративные эмалевые панели на туристическом теплоходе Fritz Heckert. В 1961 году ему была присуждена Художественная премия города Галле. 28 декабря 1962 года Карл Фёлькер умер в Веймаре, куда он переехал из Галле за год до своей смерти.

## Внешние ссылки
- Инициатива сохранения наследия Карла Фёлькера (нем. Karl-Völker-Initiative e.V.)
- Статья в журнале Немецкого фонда защиты памятников о церкви в Шмирме (нем. Bettina Vaupel. Christus, geerdet. Karl Völkers Deckenbilder in der Kirche von Schmirma. Monumente, 2015, No.2, s.16-19)

## Память
В честь Карла Фёлькера названа улица в городе Галле.